# Motočika Čósokabe
Motočika Čósokabe (japonsky 長宗我部元親 Čósokabe Motočika, 1538 – 11. července 1599) byl japonský daimjó období Sengoku. Byl 21. vůdcem klanu Čósokabe z provincie Tosa (v současnosti prefektura Kóči). Byl synem a dědicem Kuničiky Čósokabeho a jeho matka pocházela z klanu Saitó z provincie Mino.
V roce 1575 byl Motočika vítězem bitvy u Watarigawy a ovládl provincii Tosa. Během následujícího desetiletí rozšířil svou moc na celé Šikoku. V roce 1585 Hidejoši Hašiba (později Tojotomi) napadl tento ostrov s vojskem o síle 100 000 mužů, které vedli Hideie Ukita, Takakage Kobajakawa, Motonaga Kikkawa, Hidenaga Hašiba a Hidecugu Hašiba. Motočika se vzdal a ztratil provincie Awa, Sanuki a Ijo; Hidejoši mu dovolil ponechat si provincii Tosa.
Pod Hidejošim se Motočika a jeho syn Nobučika zúčastnili invaze do sousedního Kjúšú, při které Nobučika zemřel. V roce 1590 Motočika vedl flotilu při obléhání Odawary a také se účastnil japonské invaze do Koreje v roce 1592.
Motočika zemřel v roce 1599 ve věku 61 let ve své rezidenci Fušimi.